# Budești, Bacău
Budești este un sat în comuna Plopana din județul Bacău, Moldova, România.